# Zirkumstante
Der Begriff Zirkumstante stammt aus der strukturalistischen Syntax und wurde von Lucien Tesnière eingeführt. Es handelt sich dabei um einen Gegenbegriff zur Aktante. Während Aktanten vom Verb verlangte Satzkonstituenten bezeichnen (z. B. Akkusativobjekte bei transitiven Verben) sind Zirkumstanten frei hinzufügbare Ergänzungen, wie beispielsweise die Ortsangabe in der Küche im Satz Ich esse in der Küche.